# Evangelický kostel (Třebenice)
Evangelický kostel v Třebenicích je sakrální budova, která nyní slouží jako Muzeum českého granátu.
Jedná se o slohově smíšenou stavbu s prvky několika stavebních slohů secesního vyznění.
Kostel byl vystavěn v roce 1902 a vysvěcen v roce 1909; stavbu provedl podle plánů architekta A. H. Groha stavitel Grus z Lovosic. Kostel sloužil evangelíkům augsburského vyznání (luteránům). V letech 1919-1945 byl vlastnictvím Německé evangelické církve v Čechách, na Moravě a ve Slezsku; kostel za úplatu využívala i Českobratrská církev evangelická. Po 2. světové válce byl konfiskován.
V roce 1959 byl kostel přebudován na Muzeum českého granátu.
Od 18. září 2020 je kostel zapsán jako kulturní památka.